# Timnath
Timnath – miasto w Stanach Zjednoczonych, w stanie Kolorado, w hrabstwie Larimer.

## Demografia
W roku 2010 miasto zamieszkiwało tylko 625 osób, a gęstość zaludnienia wynosiła 32,9 osoby/km². W roku 2023 liczba mieszkańców wzrosła do 9991 osób, a gęstość zaludnienia przekroczyła 525 osób/km². W ciągu zaledwie 13 lat zaludnienie Timnath zwiększyło się prawie 16-krotnie. Jest najszybciej rozwijającym się miastem stanu Kolorado.